# 나의 아저씨
《나의 아저씨》는 으라차차 내 인생이다. 남자 주인공 아저씨 박동훈과 여성 주인공 이지안이 서로를 통해 삶을 치유하는 내용의 드라마이다. 이선균이 박동훈 역으로, 이지은이 이지안 역으로 출연하였다.
극 중 아저씨 동훈(이선균, 남자 주인공)은 삼형제로, 형 박상훈 역에는 박호산, 동생 박기훈 역에는 송새벽이 출연하였다. 고두심이 맡은 삼형제의 어머니 변요순 역은 당초 나문희가 낙점됐지만 영화 《감쪽같은 그녀》 촬영 일정이 앞당겨져 고사했고, 동훈의 형 박상훈 역은 당초 오달수가 낙점됐으나 성범죄 혐의 때문에 무산되었다.
작가의 집필 역량이 높은 평가를 받았다. 이에 제31회 한국방송작가상 드라마 부문에서 수상하였는데, 역대 드라마 부문 수상작 중 최초의 케이블 채널 방영작이다.
한편, 보유하고 있는 CJ E&M의 자회사인 스튜디오드래곤과 초록뱀미디어가 공동제작했는데, 모래시계(8회), 은실이(12회), 덕이(13회), 이상 SBS 프로덕션, 그리고 아내의 자격[25회, 드라마하우스(jTBC의 지주회사 중앙미디어네트워크가 100% 출자)]에 이어 5번째로 역대 한국방송작가상 드라마 수상작 중 해당 채널 자회사에서 외주제작한 드라마가 됐다.

## 등장 인물

### 주요 인물
- 이선균: 박동훈 역 - 45세, 건축구조기술사
- 이지은: 이지안 역 - 21세. 차가운 현실을 온몸으로 버티는 거친 여자
- 김영민: 도준영 역 - 42세. 재신임을 앞둔 삼안E&C 대표이사. 동훈의 대학 후배이자 윤희의 대학동기

### 박동훈의 가족
- 고두심: 변요순 역 - 73세. 삼형제의 어머니
- 박호산: 박상훈 역. 49세. 동훈의 형
- 송새벽: 박기훈 역. 42세. 박동훈의 동생. 20년째 영화감독 데뷔 중
- 이지아: 강윤희 역 (특별출연) - 42세. 박동훈 아내. 직업은 변호사
- 정영주: 조애련 역 - 45세. 박상훈 아내. 매일 갈라서겠다고 악쓰다가도 집안 행사는 꼬박꼬박 챙기는 책임감 있는 맏 며느리
- 정지훈: 지석 역 - 12세. 동훈과 윤희의 아들. 홀로 미국에 조기 유학을 떠난 상태

### 이지안의 가족
- 손숙: 봉애 역 - 70대 중반. 지안의 할머니로 요양원에 입원 중

### 이지안의 주변 인물
- 장기용: 이광일 역 - 20대 중반. 지안을 괴롭히는 맛에 사는 사채업자
- 안승균: 송기범 역 - 21세. 지안의 오래된 친구이자 조력자. 컴퓨터 게임, 모바일 게임, 24시간 게임을 놓지 않는 게임 중독자. 덕분에 컴퓨터를 잘 다룬다
- 이영석: 춘대 역 - 60대. 청소부 할아버지. 지안의 비밀을 알고 있다

### 회사 사람들
- 신구: 장회장 역 - 75세. 삼안E&C의 창립자. 말단 직원의 가정사까지 챙기는 친근한 동네 할아버지처럼 보이나 속을 알 수 없는 인물
- 전국환: 왕영국 전무 역 - 75세. 뼛속까지 진골인 남자. 인맥이 넓어 삼안 E&C가 지금의 위치에 이르는데 크게 기여
- 정해균: 박동운 상무 역 - 51세. 왕전무의 오른팔. 서열을 중시하는 독사 같은 사람
- 정재성: 윤상태 상무 역 - 51세. 도준영의 오른팔. 줄을 기가 막히게 잘 서는 기회주의자
- 서현우: 송과장 역 - 30대 후반. 안전진단3팀의 과장. 부장인 박동훈을 인간적으로 존경하고 잘 따르는 부하직원으로 늘 동훈의 편에 선다.
- 채동현: 김대리 역 - 30대 중반. 안전진단3팀의 대리. 할 말 하고 곧잘 투덜대는 성격의 캐릭터. 하지만 송과장과 마찬가지로 박동훈을 믿고 잘 따르는 부하직원
- 김민석: 여형규 역 - 20대 후반. 안전진단3팀의 막내사원. 어리지만 속이 깊고 선배들을 잘 따르며 묵묵히 자기 일을 하는 듬직한 직원
- 류아벨: 정채령 역 - 30대 초반. 경영지원팀의 대리. 다소 까칠한 성격의 소유자. 평소 이지안의 행실을 마땅치 않게 여기고 적대적으로 대하는 인물

### 그 외 인물
- 권나라: 최유라 역 - 30대 중반. 연기 트라우마에 시달리는 영화배우. 기훈의 첫 장편 영화 데뷔작의 주인공
- 박해준: 겸덕 역 - 45세. 출가한 동훈의 오랜 불알 친구
- 오나라: 정희 역 - 45세. 삼형제가 제 집처럼 드나드는 동네 술집 주인이자 삼형제와 한 동네서 나고 자란 친구
- 신담수: 정찬모 상무 역
- 서상원
- 박수영: 제철 역
- 이도현
- 이태윤: 문철용 역
- 홍인: 종수 역 - 20대 중반. 광일의 친구이자 사채업자
- 신동력: 안 감독 역
- 우기홍
- 이택근
- 황상경
- 유병수
- 이준원
- 장준현
- 김승태
- 원근수
- 송민혁
- 박정민
- 김해인
- 이동용
- 신희국
- 류성렬
- 정명준
- 박용
- 이규섭
- 양근석
- 정성욱
- 최리호
- 박종근
- 한대관
- 최희도
- 정형석
- 김낙균
- 김비비
- 허웅
- 장율
- 송철호
- 박상용
- 손동수
- 마민희
- 김서하

## 촬영지
- 빌리지브라더
- 팔달산로
- 켄싱턴해변
- 봉포항
- 동호대교
- 삼각 백빈건널목
- 이자카야 잔
- 또바기치킨 서교점
- 운현궁
- 정수사
- 정희네
- 한강대교
- 샛강 문화다리
- 회동 솔향캠핑장
- 자미궁

## 시청률
최저 시청률과 최고 시청률은 시청률 조사회사와 지역별로 시청률에 차이가 있을 수 있습니다.
| 2018년     | 2018년     | 2018년     | 2018년      |
| 회차       | 방송일     | AGB 시청률 | TNmS 시청률 |
| ---------- | ---------- | ---------- | ----------- |
| 제1회      | 3월 21일   | 3.923%     | 4.6%        |
| 제2회      | 3월 22일   | 4.133%     | 4.1%        |
| 제3회      | 3월 28일   | 3.373%     | 3.9%        |
| 제4회      | 3월 29일   | 3.611%     | 4.3%        |
| 제5회      | 4월 4일    | 3.936%     | 3.7%        |
| 제6회      | 4월 5일    | 4.038%     | 4.6%        |
| 제7회      | 4월 11일   | 4.4810p%   | 4.7%        |
| 제8회      | 4월 12일   | 5.313%     | 4.6%        |
| 제9회      | 4월 18일   | 4.803%     | 3.8%        |
| 제10회     | 4월 19일   | 5.824%     | 5.6%        |
| 제11회     | 4월 25일   | 4.965%     | 4.6%        |
| 제12회     | 4월 26일   | 6.035%     | 5.5%        |
| 제13회     | 5월 9일    | 5.635%     | 5.3%        |
| 제14회     | 5월 10일   | 6.468%     | 5.5%        |
| 제15회     | 5월 16일   | 5.819%     | 5.7%        |
| 제16회     | 5월 17일   | 7.352%     | 7.2%        |
| 평균시청률 | 평균시청률 | 4.982%     | 4.856%      |

## 수상 및 후보
| 연도 | 시상식              | 부문                    | 수상자(작)  | 결과 |
| ---- | ------------------- | ----------------------- | ----------- | ---- |
| 2019 | 제55회 백상예술대상 | 드라마 작품상           | 나의 아저씨 | 수상 |
| 2019 | 제55회 백상예술대상 | TV부문 연출상           | 김원석      | 후보 |
| 2019 | 제55회 백상예술대상 | TV부문 남자최우수연기상 | 이선균      | 후보 |
| 2019 | 제55회 백상예술대상 | TV부문 여자최우수연기상 | 아이유      | 후보 |
| 2019 | 제55회 백상예술대상 | TV부문 여자조연상       | 오나라      | 후보 |
| 2019 | 제55회 백상예술대상 | TV부문 여자신인연기상   | 권나라      | 후보 |

## OST
다음은 오리지널 사운드트랙(OST) 싱글 앨범에 포함된 곡들이며, 정렬기준은 출시 순입니다.
- Part.1: 그 사나이(이희문, 발매일: 2018년 3월 22일)
- Part.2: 어른(Sondia, 발매일: 2018년 3월 29일)
- Part.3: 보통의 하루(정승환, 발매일: 2018년 4월 5일)
- Part.4: Dear Moon(제휘, 발매일: 2018년 4월 12일)
- Part.5: 백만송이 장미(고우림, 발매일: 2018년 4월 19일)
- Part.6
  - 무지개는 있다(Band Ver, (발매일: 2018년 4월 26일)
  - 무지개는 있다(Acoustic Ver, 발매일: 2018년 4월 26일)
- Part.7: 내 마음에 비친 내 모습(곽진언, 발매일: 2018년 5월 10일)
- Part.8: 숲(지선, 발매일: 2018년 5월 17일)

## 동시간대 드라마
- KBS 수목 미니시리즈
  - 《추리의 여왕 2》(2018년 2월 28일~2018년 4월 19일)
  - 《슈츠》(2018년 4월 25일~2018년 6월 14일)
- MBC 수목미니시리즈
  - 《손 꼭 잡고, 지는 석양을 바라보자》(2018년 3월 21일~2018년 5월 10일)
  - 《이리와 안아줘》(2018년 5월 16일~2018년 7월 19일)
- SBS 드라마스페셜
  - 《스위치 - 세상을 바꿔라》(2018년 3월 28일~2018년 5월 17일)

## 같이 보기
- 대한민국의 텔레비전 드라마 목록 (ㄴ)1
- 2018년 대한민국의 텔레비전 드라마 목록